# Neotorularia mongolica
Neotorularia mongolica är en korsblommig växtart som beskrevs av Viktor Petrovitj Botjantsev och Ivan Alekseevich Gubanov. Neotorularia mongolica ingår i släktet Neotorularia och familjen korsblommiga växter. Inga underarter finns listade i Catalogue of Life.